# Acacia natalitia
Acacia natalitia é uma espécie de leguminosa do gênero Acacia, pertencente à família Fabaceae.